# Jacques Songo'o
Jacques Songo´o (Sakbayenne, Camerún, 17 de marzo de 1964) es un exfutbolista.  

## Historia
Jacques empezó su carrera futbolística profesional en el Canon Yaoundé, club de su país de donde salieron otros jugadores como Thomas N'Kono y Pierre Wome. En el año 1989 fichó por el Toulouse francés, donde estuvo tres años. En 1992 se fue al Le Mans, donde sólo permaneció una temporada. Al año siguiente fue fichado por el FC Metz. Estuvo en este equipo hasta 1996, ya que sus buenas actuaciones le catapultaron hacia la Liga Española, al Real Club Deportivo de La Coruña.
Los cinco años que estuvo Songo'o en el club gallego le sirvieron para ganar una Liga, una Supercopa de España y el Trofeo Zamora, que se acredita al portero menos goleado del año, en la temporada 1996/1997, después de encajar 32 goles en 42 partidos jugados. En 2001, Jacques abandonó el Deportivo para volver al FC Metz, regresando al club gallego en la temporada 2003/2004 para retirarse.
Como curiosidad, en la temporada 1999/2000, anotó un gol ante el Numancia, que suponía el empate del Deportivo de La Coruña, y le fue anulado injustamente por una falta sobre el portero que no cometió, hubiese supuesto el empate a un gol. Actualmente juega en el Deportivo de la Coruña de fútbol indoor donde ha conseguido ganar la Copa Indoor 2008.

## Selección nacional
Con la selección de Camerún ha ganado dos copas de África, aunque siendo suplente de Alioum Boukar.

## Clubes
| Club                | País    | Año         |
| ------------------- | ------- | ----------- |
|                     |         |             |
|                     |         |             |
| Canon Yaoundé       | Camerún | 1988-1989   |
| Toulouse            | Francia | 1989-1992   |
| Le Mans             | Francia | 1992-1993   |
| Metz                | Francia | 1993-1996   |
| Deportivo La Coruña | España  | 1996 - 2001 |
| Metz                | Francia | 2001-2003   |
| Deportivo La Coruña | España  | 2003-2004   |

## Palmarés

### Campeonatos nacionales
| Título                                       | Club                      | País    | Temporada |
| -------------------------------------------- | ------------------------- | ------- | --------- |
| Copa de la Liga de Francia                   | F. C. Metz                | Francia | 1996      |
| Primera División de España                   | RC Deportivo de La Coruña | España  | 1999-2000 |
| Supercopa de España                          | RC Deportivo de La Coruña | España  | 2000      |
| Campeonato Nacional de Liga de Fútbol Indoor | RC Deportivo de La Coruña | España  | 2008      |
| Copa de Fútbol Indoor                        | RC Deportivo de La Coruña | España  | 2008      |

### Campeonatos internacionales
| Título                    | Equipo  | País      | Temporada |
| ------------------------- | ------- | --------- | --------- |
| Copa Africana de Naciones | Camerún | Marruecos | 1988      |
| Copa Africana de Naciones | Camerún | Mali      | 2002      |

### Distinciones individuales
| Distinción    | Año     |
| ------------- | ------- |
| Trofeo Zamora | 1996-97 |